# Neck and Neck
Para la marca española Neck and Neck véase la página Neck&Neck

Neck and Neck es el disco resultante de la colaboración entre el reputado guitarrista country Chet Atkins y el líder de Dire Straits, Mark Knopfler, puesto a la venta el 9 de octubre de 1990 por Columbia Records.  El Sencillo de dicho álbum fue el tema Poor Boy Blues. A raíz de este álbum, Atkins volvería a sus raíces más countries en sus siguientes trabajos, frente a la experimentación jazz de su música en los 80. De vuelta con Dire Straits, Mark Knopfler giraría a un sonido mucho más country y menos rock, en el que sería el último trabajo con la banda: On Every Street. Tras eso, Mark Knopfler seguiría trabajando en bandas sonoras e iniciaría su carrera como solista.

## Pistas
1. Poor Boy Blues (Kennerley) - 4:01
2. Sweet Dreams (Gibson) - 3:24
3. There'll Be Some Changes Made (Higgins, Overstreet) - 6:28
4. Just One Time (Gibson) - 4:11
5. So Soft, Your Goodbye (Goodrum) - 3:16
6. Yakety Axe (Randolph, Rich) - 3:24
7. Tears (Grappelli, Reinhardt) - 3:54
8. Tahitian Skies (Flacke) - 3:18
9. I'll See You in My Dreams (Jones, Kahn) - 2:59
10. The Next Time I'm in Town (Knopfler) - 3:21

## Músicos
- Chet Atkins - Guitarra y voz
- Floyd Cramer - Piano
- Guy Fletcher - Bajo, batería y teclados
- Paul Franklin - Dobro
- Vince Gill - Coros
- Mark Knopfler - Guitarra y voz
- Larrie Londin - Batería
- Edgar Meyer - Bajo
- Mark O'Connor - Violín y mandolina
- Steve Wariner - Bajo

## Datos técnicos
- Everon - Ingeniero asistente
- Guy Fletcher - Ingeniero
- Mark Knopfler - Productor
- Mike Poston - Ingeniero
- Doug Sax - Masterización
- Bill Schnee - Mezclas
- Vanelle - Ingeniero asistente
- Alan Yoshida - Masterización

- Datos: Q1754717